# Дибровка (Кагарлыкский район)
Дибровка (укр. Дібрівка) — село, входит в Кагарлыкский район Киевской области Украины.
Население по переписи 2001 года составляло 0 человек. Почтовый индекс — 09236. Телефонный код — 4573. Занимает площадь 0,27 км². Код КОАТУУ — 3222281602.

## Местный совет
09236, Київська обл., Кагарлицький р-н, с.Великі Прицьки, вул.Центральна,35